# Thomas Walker (explorateur)
Pour les articles homonymes, voir Thomas Walker.
Thomas Walker (né le 25 janvier 1715 et mort le 9 novembre 1794) est un médecin et explorateur originaire de Virginie. Il a notamment participé à une expédition dans les Monts Allegheny.

## Biographie
Marié à une riche veuve, il entre dans la Loyal Land Company et en prend la direction en 1752. Il dirige alors une expédition pour explorer et cartographier la région située au Sud-Est du Kentucky. De mars à juillet 1749, il découvre la passe de Cumberland qui ouvre un passage dans les Appalaches.
Il préside en 1779 la commission nommée pour établir la frontière entre la Virginie et la Caroline du Nord.